# 家範
家範（かはん）は、華族各家が定めた法規。

## 概要
華族令第8条に基づくもので、有爵者は法令の範囲内において、自らの家の家政規則を定めることができた。制定改廃に際しては、宮内大臣の認許を得る必要があった。ただし、有爵者が未成年者や禁治産者であるときは、制定改廃は認められなかった。
各家の家範には、一族の心構えを説く家訓的な条文もあったが、配偶者や養子の資格や財産処分の手続きについて独自の規定を定めることができた。もし家範に違反した場合、宮内大臣は華族戒飭令の規定に基づき懲戒処分を下すことができた。
家範を定めるのは華族の義務ではなかったので、家範を制定しない華族や、中には成文の家政規則を定めていながら、敢えて宮内大臣の認許手続きをしない華族も多かった。